# Horst Weiß (Politiker)
Horst Weiß (geboren 27. Oktober 1939 in Aussig im Sudetenland; gestorben 13. März 2012) war ein deutscher Kommunalpolitiker und Aktivist in der Völkerverständigung zwischen Deutschland und Polen.

## Leben
Der wenige Tage vor dem Beginn des Zweiten Weltkrieges im Sudetenland geborene Horst Weiß floh kaum 6-jährig als Vertriebener von Aussig nach Wolfsburg.
Er wirkte zeitweilig als erster Ortsbürgermeister im Wolfsburger Stadtteil Detmerode. 1980 war er einer der Mitbegründer des Bundesverbands der Deutsch-Polnischen Gesellschaft (DPG) mit Sitz in Berlin. 1992 war er die treibende Kraft bei der Gründung des Landesverbandes der Deutsch-Polnischen Gesellschaften in Niedersachsen, in dem er von Anfang an als Mitglied im Vorstand wirkte. Zudem leitete er 30 Jahre lang als Vorsitzender die DPG-Gesellschaft Wolfsburg. Er war gemeinsam mit seiner Ehefrau Gisela Weiß die treibende Kraft bei der Begründung der Städtepartnerschaft zwischen Wolfsburg und der polnischen Stadt Bielsko-Biała.
„Für seine herausragenden Verdienste und sein außergewöhnliches Engagement“ wurde Weiß mehrfach mit Auszeichnungen geehrt, darunter:
- 1997: Verdienstorden der Bundesrepublik Deutschland am Bande;[1]
- Kavaliersorden der Republik Polen.[2]
- 2015 wurde die in Wolfsburg zuvor nach dem niedersächsischen Ministerpräsidenten Hinrich Wilhelm Kopf benannte Hinrich-Kopf-Straße in Horst-Weiß-Straße umbenannt.[3]